# Ле-Камбу
Ле-Камбу́ (фр. Le Cambout, брет. Ar C'hembod, галло Le Canbót) — коммуна во Франции, находится в регионе Бретань. Департамент — Кот-д’Армор. Входит в состав кантона Лудеак. Округ коммуны — Сен-Бриё.
Код INSEE коммуны — 22027.

## География
Коммуна расположена приблизительно в 380 км к западу от Парижа, в 70 км западнее Ренна, в 55 км к югу от Сен-Бриё.

## Население
Население коммуны на 2016 год составляло 442 человека.
| 1962 | 1968 | 1975 | 1982 | 1990 | 1999 | 2008 | 2016 |
| ---- | ---- | ---- | ---- | ---- | ---- | ---- | ---- |
| 625  | 718  | 599  | 548  | 549  | 526  | 499  | 442  |

## Администрация
| Период | Период | Фамилия            | Партия                  | Примечания |
| ------ | ------ | ------------------ | ----------------------- | ---------- |
| 1929   | 1964   | Жан-Батист Бражёль |                         |            |
| 1964   | 1977   | Эдуар Мишар        |                         |            |
| 1977   | 1991   | Жиль Низан         | Социалистическая партия |            |
| 1991   | 1995   | Марсель Коннан     |                         |            |
| 1995   |        | Жан-Ноэль Лагё     | Разные правые           | фермер     |

## Экономика
В 2007 году среди 283 человек в трудоспособном возрасте (15—64 лет) 215 были экономически активными, 68 — неактивными (показатель активности — 76,0 %, в 1999 году было 67,3 %). Из 215 активных работали 201 человек (120 мужчин и 81 женщина), безработных было 14 (3 мужчин и 11 женщин). Среди 68 неактивных 19 человек были учениками или студентами, 28 — пенсионерами, 21 были неактивными по другим причинам.

## Фотогалерея
- Карта коммуны